# Gongora
Gongora é um género de plantas com flor pertencente à família das orquídeas (Orchidaceae). O gênero Gongora foi proposto por Ruiz & Pavón em lora Peruvianae, et Chilensis Prodromus 117, em 1794. A Gongora quinquenervis Ruiz & Pavón é a espécie tipo deste gênero. O nome do gênero é uma homenagem a Caballero y Gongora, governador da Colômbia e Venezuela coloniais.

## Distribuição
Agrupa entre cinqüenta e setenta espécies epífitas, de crescimento cespitoso, distribuídas do México ao sul do Brasil, normalmente crescendo à sombra das matas úmidas, até mil metros de altitude. A maioria das espécies concentra-se na América Central e principalmente Colômbia e Venezuela, que podem ser considerados seus centros de dispersão. Nove espécies ocorrem ao Brasil.

## Descrição
As plantas são bastante variáveis dentro de uma mesma espécie, porém muito semelhantes quando comparamos duas espécies. Entre muitas espécies apenas encontramos diferenças nas cores ou minúcias morfológicas quase imperceptíveis. A principal maneira de separar as espécies reside no formato do labelo carnudo, grandemente perdido no processo de secagem para a confecção das exsicatas, assim alguns taxonomistas consideram que muitas são espécies sinônimas de outras. Por outro lado, muitas hoje consideradas sinônimos talvez na verdade não o sejam. Enfim o gênero merece revisão cuidadosa com espécies vivas.
A vegetação destas plantas recorda as de Stanhopea, bem como da Cirrhaea saccata, mas os seus pseudobulbos são maiores e mais altos, de um verde claro pálido ou por vezes escuro, levemente transparentes, quadrangulares cilíndricos e perfeitamente sulcados, em algumas espécies lembrando os gomos de uma carambola, sua secção parecendo ter os dentes de uma engrenagem inicialmente envolvidos por Baínhas grandes, de consistência membranácea, mais tarde despidos. Cada pseudobulbo possui duas folhas, raro três, grandes, herbáceas, plissadas, multinervuradas, verde claras, escuras ou avermelhadas. florescem abundantemente em longos rácimos pendentes, delgados que brotam das Baínhas que parcialmente recobrem a base dos pseudobulbos.
As flores, invertidas, são muito variáveis na cor. Excetuadas umas poucas espécies estrangeiras, a sépala dorsal é lanceolada, parcialmente soldada ao dorso da coluna, com as margens enroladas para trás, inserida no meio da parte dorsal da coluna. As sépalas laterais são um tanto falciformes, reflexas, com as margens também enroladas para trás. As pétalas são pequenas, estreitas, emergindo do meio da coluna, lineares, recurvadas, com ápice acuminado. O labelo é de estrutura complexa, carnoso, rígido, com ou sem apêndices no espessado hipoquílio; apresentam calosidade muito variável no mesoquílio; epiquílio de formatos variáveis geralmente acuminado. coluna espessa, dotada de prolongamento podiforme. antera terminal biloculada com duas polínias cerosas.

## Cultivo
São plantas fáceis de cultivar, cujas flores não são muito decorativas e duram apenas dois a quatro dias. Preferencialmente devemos plantá-las em gaiolas de madeira, e regá-las abundantemente e com freqüência. Caso deixemos estas plantas mais próximas do solo, elas também vão se beneficiar da umidade que evapora da terra. Preferem locais mais sombrios e de temperatura intermediaria para quente.

## Filogenia
Gongora e Cirrhaea formam um clado dentro de Stanhopeinae.